# Lluís Brines Selfa
Lluís Brines Selfa (Simat de la Valldigna, 20 aprile 1930 – Valencia, 2 novembre 2011) è stato un musicista e compositore spagnolo.
Primo musicista professionale di Simat de la Valldigna, cominciò suonando il corno nella banda del suo villaggio quando era bambino. A 16 anni andò a Madrid come volontario all'esercito, essendo questa l'unica possibilità che gli consentisse di avere studi di musica. Ebbe grande opposizione paterna in questa scelta, dovuta alle scarse risorse economiche della sua famiglia dopo la Guerra civile spagnola. Dopo circa cinque anni in Madrid, rimase altri tre anni in Valladolid, sempre collegato all'esercito. In quel periodo riuscì a ottenere un posto nella Banda Municipale di Barcellona via concorso interno. In Barcellona terminò i suoi studi superiori di musica nel Conservatorio Municipale di Musica di Barcellona, e lasciò in modo definitivo l'esercito, ritornando alla vita civile. Ebbe anche una borsa di studio per studiare a Monaco di Baviera per un anno nel 1956. Quando ritornò da Monaco di Baviera, firmò un contratto col Grande Teatro del Liceo. Nel corso degli anni 60 ebbe un'attività frenetica, facendo simultaneamente il suo lavoro nella Banda Municipale di Barcellona e quello del Grande Teatro del Liceo. Inoltre, partecipò ad altre attività musicali. In questo tperiodo fcreò la sua principale opera musicale: l'arrangiamento per banda dell'opera Asturias da Isaac Albéniz (5º movimento de la Suite spagnola (op. 57)). Nel 1973 lasciò il suo posto nel Grande Teatro del Liceo per dedicarsi solamente alla Banda Municipale di Barcellona, dove egli andò in pensione in 1986 per malattia. In 1989 ritornò alla sua sempre amata terra valenzana, per vivere nella città di Valencia. In 1995 compose il paso doble Simat, che è diventato un inno ufficiale di Simat de la Valldigna. Si deve considerare che già esistevano inni dedicati al villaggio composti dai famosi musicisti José Serrano Simeón (di Sueca) ed Eleuterio Girau, di Simat. L'opera composta per Lluís Brines è stata, dunque, l'inno dedicato al villaggio di Simat che ha avuto più di successo. Questo é dimostrato dal fatto che viene suonato prima dei comunicati municipali nelle strade del villaggio, ed anche in momenti importanti.